# Pummilla tallinnaan
Pummilla tallinnaan è il singolo del rapper finlandese Tuomas Kauhanen, in collaborazione con Mikko, pubblicato il 24 gennaio 2014 dalla Warner Music Finland, anticipando l'uscita dell'album dell'artista.
Il brano ha raggiunto la prima posizione nella classifica dei singoli più venduti.
Pummilla tallinnaan è diventato disco d'oro in Finlandia nel luglio 2014.

## Video
Il video musicale è stato pubblicato sull'account di VEVO il 17 gennaio 2014. Il video è stato girato da Hannu Aukia.

## Tracce
1. Pummilla tallinnaan (feat. Mikko) – 3:49
2. Katulaulu – 3:16

## Classifica
| Classifica           | Massima posizione |
| -------------------- | ----------------- |
| Finlandia            | 1                 |
| Finlandia (digitale) | 2                 |